# Dictyophara albata
Dictyophara albata är en insektsart som beskrevs av Dlabola och Heller 1962. Dictyophara albata ingår i släktet Dictyophara och familjen Dictyopharidae. Inga underarter finns listade i Catalogue of Life.